# Clubiona ruffoi
Clubiona ruffoi este o specie de păianjeni din genul Clubiona, familia Clubionidae, descrisă de Caporiacco, 1940.
Este endemică în Italia. Conform Catalogue of Life specia Clubiona ruffoi nu are subspecii cunoscute.